# Edvarts Buivids
Edvarts Buivids (ur. 4 grudnia 1993 w Siguldzie) – łotewski siatkarz, grający na pozycji atakującego, reprezentant Łotwy. Obecnie występuje w szwajcarskiej Nationalliga A, w drużynie Volley Amriswil.

## Sukcesy klubowe
Liga łotewska:
- 2014
- 2012, 2013

Liga bałtycka:
- 2017
- 2013, 2014

Puchar Estonii:
- 2016

Liga estońska:
- 2017

Liga szwajcarska:
- 2021

## Sukcesy reprezentacyjne
Srebrna Liga Europejska:
- 2018